# Generale d'armata (Unione Sovietica)
Generale dell'esercito o generale d'armata (Russo: генерал армии, general armii) è stato un grado dell'esercito dell'Unione Sovietica che venne istituito nel 1940 ed è stato il più alto grado dell'Armata Rossa secondo solo a quello di maresciallo dell'Unione Sovietica. Il corrispondente nella Marina Sovietica era quello di ammiraglio della flotta. Nei successivi 51 anni furono 133 gli ufficiali che ricevettero il grado di generale dell'esercito, 32 dei quali vennero poi promossi al grado di maresciallo dell'Unione Sovietica.
Dopo la dissoluzione dell'Unione Sovietica il grado di generale dell'esercito è stato ereditato dall'Esercito della Federazione Russa.

## Promozione
Il grado veniva solitamente assegnato agli alti ufficiali del Ministero della Difesa e dello Stato maggiore generale, nonché ai comandanti distrettuali militari meritevoli. A partire dagli anni settanta venne spesso assegnato anche ai capi del KGB e del Ministero degli interni.
I generali dell'esercito sovietico includono Ivan Černjachovskij (il più giovane comandante del fronte sovietico della Seconda Guerra Mondiale, ucciso nella Prussia orientale), Aleksej Antonov (capo di stato maggiore nelle fasi finali della seconda guerra mondiale, insignito dell'Ordine della Vittoria), Issa Pliev (un Comandante della seconda guerra mondiale di origine osseta che giocò un ruolo importante nella crisi missilistica cubana) e Jurij Andropov,che ricopriva il grado di capo del KGB.
Il grado sovietico di generale dell'esercito è equivalente al grado di generale del Regno Unito e degli Stati Uniti; Anche i sistemi di grado sovietico e russo attuale hanno un grado di maresciallo.
Il grado navale corrispondente è ammiraglio della flotta, utilizzato sia nella marina sovietica che in quella russa, sebbene conferito molto più raramente.
Il generale dell'esercito era usato per la fanteria e la fanteria di marina, ma nell'aeronautica, nell'artiglieria, nelle truppe corazzate, nelle truppe del genio e nelle truppe di segnalazione venivano usati i gradi di Maršal roda vojsk e Glavnyj maršal roda vojsk.

## Distintivi di grado

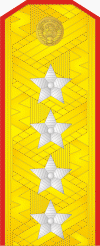
Controspallina (1943-55)
Controspallina (1955-74)
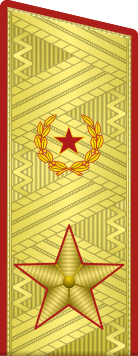
Controspallina (1974-91)

| Gradi delle forze armate dell'Unione Sovietica           |                                       |                                                                        |                                                                              |
| grado inferiore: Colonnello generale (Генерал-полковник) | Generale dell'armata (Генерал армии)  | Generale dell'armata (Генерал армии)                                   | grado superiore: Maresciallo dell'Unione Sovietica (Маршал Советского Союза) |
| grado inferiore: Colonnello generale (Генерал-полковник) | Maršal roda vojsk (Ма́ршал ро́да во́йск) | grado superiore: Glavnyj maršal roda vojsk (Главный ма́ршал ро́да во́йск) | grado superiore: Maresciallo dell'Unione Sovietica (Маршал Советского Союза) |